# Lógica paracompleta
Uma dada lógica ou sistema lógico é dita paracompleta quando ela não adota a lei do terceiro excluído. Na mesma pode acontecer de tanto uma fórmula quanto a sua negação serem ambas falsas.
Situações práticas em que a lei do terceiro excluído não ocorre dão-se, por exemplo, em questões de percepção, conhecimento ou crença. Imagine por exemplo uma dada flor, localizada em um ponto suficientemente distante de um observador. Se perguntarmos a ele se tal flor é vermelha, pode acontecer de ele não ver tal cor, nem tampouco uma cor distinta da vermelha, ou seja, a frase "esta flor é vermelha" é falsa, no sentido da percepção do observador, pois este não está vendo a cor vermelha na flor, e também a frase "esta flor não é vermelha" é falsa, pois tampouco tal observador está vendo uma cor distinta da vermelha. Quanto à crença, pode-se acreditar na existência de algo, desacreditar, ou simplesmente não tomar algum partido. Por exemplo, um crente acredita na existência de Deus, enquanto que um ateu desacredita em sua existência. Um agnóstico não assume nenhuma das duas posições, por considerar tal questão como sendo algo incognoscível. Se perguntarmos, pois, a um agnóstico, se Deus existe, ele não responderá nem que sim, nem que não, ou seja, temos que, do ponto de vista de sua crença, a frase "Deus existe" não é verdadeira, e tampouco a frase "Deus não existe" é verdadeira.
Outra situação bem freqüente em que a paracompletude ocorre está na provabilidade de fórmulas em matemática. Dada uma fórmula, pode ocorrer de não sermos capazes nem de prová-la, nem tampouco a sua negação. Uma lógica que modela a provabilidade refletindo tal acepção é a lógica intuicionista, a qual pode ser considerada, daí, uma lógica paracompleta.